# Stump Rock
Der Stump Rock (von englisch stump ‚Stummel, Stumpf‘) ist ein Klippenfelsen im Archipel der Südlichen Shetlandinseln. Er liegt küstennah und 800 m nordwestlich des Martello Tower im westlichen Teil der King George Bay von King George Island.
Wissenschaftler der britischen Discovery Investigations kartierten und benannten ihn 1937.